# Браниця-Кольонія (Лодзинське воєводство)
Браниця-Кольонія (пол. Branica-Kolonia) — село в Польщі, у гміні Заполиці Здунськовольського повіту Лодзинського воєводства.
У 1975-1998 роках село належало до Серадзького воєводства.